# National Hockey League 1980-1981
La stagione 1980-1981 è stata la 64ª edizione della National Hockey League. La stagione regolare iniziò il 9 ottobre 1980 e si concluse il 5 aprile 1981, mentre i playoff della Stanley Cup terminarono il 9 maggio 1981. I Los Angeles Kings ospitarono l'NHL All-Star Game presso il The Forum il 10 febbraio 1981. I New York Islanders sconfissero i Minnesota North Stars nella finale di Stanley Cup per 4-1, conquistando il secondo titolo consecutivo nella storia della franchigia.
Questa fu la prima stagione disputata dai Calgary Flames dopo essersi trasferiti da Atlanta a Calgary, nella provincia canadese dell'Alberta. In precedenza la squadra era nota con il nome di Atlanta Flames. Questa fu l'ultima stagione nella quale i playoff furono disputati non considerando la divisione fra Conference e Division, permettendo in teoria a due squadre della stessa division di arrivare alla finale della Stanley Cup.
Nel corso della stagione regolare furono stabiliti alcuni primati della NHL: l'attaccante degli Edmonton Oilers Wayne Gretzky superò il record di assist detenuto da Bobby Orr e quello di punti totali appartenente a Phil Esposito arrivando a quota 164 punti. Inoltre Mike Bossy dei New York Islanders diventò il secondo giocatore nella storia della NHL dopo Maurice Richard capace di segnare 50 reti nelle prime 50 gare di stagione regolare.

## Squadre partecipanti
- Boston Bruins
- Buffalo Sabres
- Calgary Flames
- Chicago Blackhawks
- Colorado Rockies
- Detroit Red Wings
- Edmonton Oilers
- Hartford Whalers
- Los Angeles Kings
- Minnesota North Stars
- Montreal Canadiens

- New York Islanders
- New York Rangers
- Philadelphia Flyers
- Pittsburgh Penguins
- Quebec Nordiques
- St. Louis Blues
- Toronto Maple Leafs
- Vancouver Canucks
- Washington Capitals
- Winnipeg Jets

## Pre-season

### NHL Entry Draft
L'Entry Draft si tenne l'11 giugno 1980 presso il Forum de Montréal di Montréal, in Québec. I Montreal Canadiens nominarono come prima scelta assoluta il centro canadese Doug Wickenheiser. Altri giocatori rilevanti all'esordio in NHL furono Denis Savard, Larry Murphy, Paul Coffey e Jari Kurri.

## Stagione regolare

### Classifiche
= Qualificata per i playoff,       = Vincitore del Prince of Wales Trophy,       = Vincitore del Clarence S. Campbell Bowl, ( ) = Posizione nei playoff

#### Prince of Wales Conference
Adams Division
|    |                           | PG | V  | S  | N  | GF  | GS  | PT |
| -- | ------------------------- | -- | -- | -- | -- | --- | --- | -- |
| 1. | Buffalo Sabres (5)        | 80 | 39 | 20 | 21 | 327 | 250 | 99 |
| 2. | Boston Bruins (8)         | 80 | 37 | 30 | 13 | 316 | 272 | 87 |
| 3. | Minnesota North Stars (9) | 80 | 35 | 28 | 17 | 291 | 263 | 87 |
| 4. | Quebec Nordiques (11)     | 80 | 30 | 32 | 18 | 314 | 318 | 78 |
| 5. | Toronto Maple Leafs (16)  | 80 | 28 | 37 | 15 | 322 | 367 | 71 |

Norris Division
|    |                          | PG | V  | S  | N  | GF  | GS  | PT  |
| -- | ------------------------ | -- | -- | -- | -- | --- | --- | --- |
| 1. | Montreal Canadiens (3)   | 80 | 45 | 22 | 13 | 332 | 232 | 103 |
| 2. | Los Angeles Kings (4)    | 80 | 43 | 24 | 13 | 337 | 290 | 99  |
| 3. | Pittsburgh Penguins (15) | 80 | 30 | 37 | 13 | 302 | 345 | 73  |
| 4. | Hartford Whalers         | 80 | 21 | 41 | 18 | 292 | 372 | 60  |
| 5. | Detroit Red Wings        | 80 | 19 | 43 | 18 | 252 | 339 | 56  |

#### Clarence Campbell Conference
Patrick Division
|    |                         | PG | V  | S  | N  | GF  | GS  | PT  |
| -- | ----------------------- | -- | -- | -- | -- | --- | --- | --- |
| 1. | New York Islanders (1)  | 80 | 37 | 23 | 20 | 346 | 288 | 110 |
| 2. | Philadelphia Flyers (6) | 80 | 33 | 33 | 14 | 319 | 332 | 97  |
| 3. | Calgary Flames (7)      | 80 | 32 | 40 | 8  | 315 | 349 | 92  |
| 4. | New York Rangers (13)   | 80 | 30 | 38 | 12 | 332 | 363 | 74  |
| 5. | Washington Capitals     | 80 | 20 | 44 | 16 | 298 | 380 | 70  |

Smythe Division
|    |                         | PG | V  | S  | N  | GF  | GS  | PT  |
| -- | ----------------------- | -- | -- | -- | -- | --- | --- | --- |
| 1. | St. Louis Blues (2)     | 80 | 45 | 18 | 17 | 352 | 281 | 107 |
| 2. | Chicago Blackhawks (10) | 80 | 31 | 33 | 16 | 304 | 315 | 78  |
| 3. | Vancouver Canucks (12)  | 80 | 28 | 32 | 20 | 289 | 301 | 76  |
| 4. | Edmonton Oilers (14)    | 80 | 29 | 35 | 16 | 328 | 327 | 74  |
| 5. | Colorado Rockies        | 80 | 22 | 45 | 13 | 258 | 344 | 57  |
| 6. | Winnipeg Jets           | 80 | 9  | 57 | 14 | 246 | 400 | 32  |

### Statistiche

#### Classifica marcatori
La seguente lista elenca i migliori marcatori al termine della stagione regolare.

| Giocatore       | Squadra            | PG | G  | A   | Pt  | +/- | MP  |
| --------------- | ------------------ | -- | -- | --- | --- | --- | --- |
| Wayne Gretzky   | Edmonton Oilers    | 80 | 55 | 109 | 164 | +41 | 28  |
| Marcel Dionne   | Los Angeles Kings  | 80 | 58 | 77  | 135 | +55 | 70  |
| Kent Nilsson    | Calgary Flames     | 80 | 49 | 82  | 131 | +15 | 26  |
| Mike Bossy      | New York Islanders | 79 | 68 | 51  | 119 | +37 | 32  |
| Dave Taylor     | Los Angeles Kings  | 72 | 47 | 65  | 112 | +47 | 130 |
| Peter Šťastný   | Quebec Nordiques   | 77 | 39 | 70  | 109 | +11 | 37  |
| Charlie Simmer  | Los Angeles Kings  | 65 | 56 | 49  | 105 | +31 | 62  |
| Mike Rogers     | Hartford Whalers   | 80 | 40 | 65  | 105 | -22 | 32  |
| Bernie Federko  | St. Louis Blues    | 78 | 31 | 73  | 104 | +9  | 47  |
| Jacques Richard | Quebec Nordiques   | 78 | 52 | 51  | 103 | -9  | 39  |

#### Classifica portieri
La seguente lista elenca i migliori portieri al termine della stagione regolare.

| Giocatore       | Squadra                             | PG | Min  | V  | S  | P  | GS  | SO | MGS  |
| --------------- | ----------------------------------- | -- | ---- | -- | -- | -- | --- | -- | ---- |
| Richard Sévigny | Montreal Canadiens                  | 33 | 1777 | 20 | 4  | 3  | 71  | 2  | 2.40 |
| Rick St. Croix  | Philadelphia Flyers                 | 27 | 1567 | 13 | 7  | 6  | 65  | 2  | 2.49 |
| Don Edwards     | Buffalo Sabres                      | 45 | 2700 | 23 | 10 | 12 | 133 | 3  | 2.96 |
| Pete Peeters    | Philadelphia Flyers                 | 40 | 2333 | 22 | 12 | 5  | 115 | 2  | 2.96 |
| Bob Sauvé       | Buffalo Sabres                      | 35 | 2100 | 16 | 10 | 9  | 111 | 2  | 3.17 |
| Don Beaupre     | Minnesota North Stars               | 44 | 2585 | 18 | 14 | 11 | 138 | 0  | 3.20 |
| Chico Resch     | New York Islanders Colorado Rockies | 40 | 2226 | 20 | 11 | 7  | 121 | 3  | 3.20 |
| Réjean Lemelin  | Calgary Flames                      | 29 | 1629 | 14 | 6  | 7  | 88  | 2  | 3.24 |
| Gilles Meloche  | Minnesota North Stars               | 38 | 2215 | 17 | 14 | 6  | 120 | 2  | 3.25 |
| Mario Lessard   | Los Angeles Kings                   | 64 | 3746 | 35 | 18 | 11 | 203 | 2  | 3.25 |

## Playoff

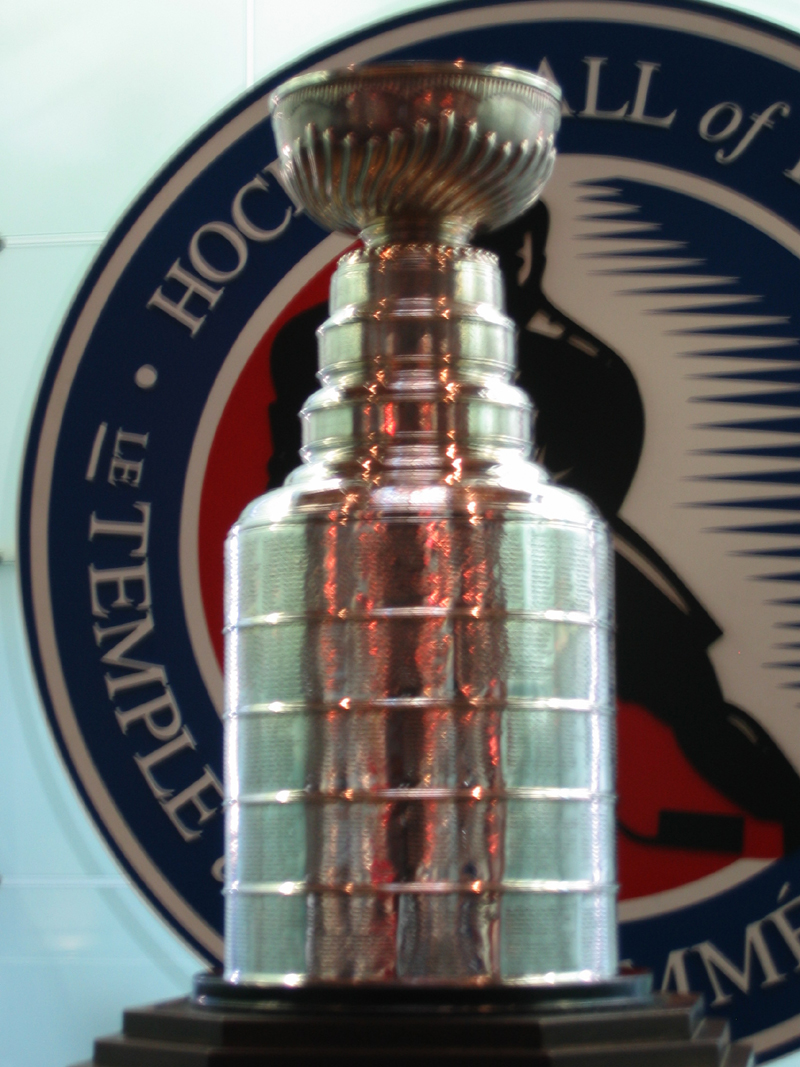
Il trofeo della Stanley Cup

Al termine della stagione regolare le migliori 16 squadre del campionato si sono qualificate per i playoff. I New York Islanders ottennero il miglior record della lega con 110 punti.

### Tabellone playoff
Nel primo turno la squadra con il ranking più alto della lega si sfida con quella dal posizionamento più basso seguendo lo schema 1-16, 2-15, 3-14, 4-13, 5-12, 6-11, 7-10 e 8-9. Al termine del primo e del secondo turno gli accoppiamenti sono ristabiliti in base alla posizione ottenuta in stagione regolare, con la squadra migliore accoppiata con quella peggiore. Nel corso dei playoff il fattore campo fu determinato dai punti ottenuti al termine della stagione regolare. Nel primo turno, al meglio delle cinque gare, si seguì il formato 2-2-1. Nelle altre serie, al meglio delle sette sfide, si seguì il formato 2-2-1-1-1: la squadra migliore in stagione regolare avrebbe disputato in casa Gara-1 e 2, (se necessario anche Gara-5 e 7), mentre quella posizionata peggio avrebbe giocato nel proprio palazzetto Gara-3 e 4 (se necessario anche Gara-6).
|  | Ottavi di finale | Ottavi di finale      | Ottavi di finale |  |  | Quarti di finale      | Quarti di finale      | Quarti di finale      |                       |   | Semifinali         | Semifinali         | Semifinali            |                       |   | Stanley Cup | Stanley Cup | Stanley Cup |  |
|  |                  |                       |                  |  |  |                       |                       |                       |                       |   |                    |                    |                       |                       |   |             |             |             |  |
|  | 1                | New York Islanders    | 3                |  |  |                       |                       |                       |                       |   |                    |                    |                       |                       |   |             |             |             |  |
|  | 16               | Toronto Maple Leafs   | 0                |  |  | New York Islanders    | New York Islanders    | 4                     |                       |   |                    |                    |                       |                       |   |             |             |             |  |
|  | 2                | St. Louis Blues       | 3                |  |  | Edmonton Oilers       | Edmonton Oilers       | 2                     |                       |   |                    |                    |                       |                       |   |             |             |             |  |
|  | 15               | Pittsburgh Penguins   | 0                |  |  |                       |                       |                       |                       |   | New York Islanders | New York Islanders | 4                     |                       |   |             |             |             |  |
|  | 3                | Montreal Canadiens    | 0                |  |  |                       |                       | New York Rangers      | New York Rangers      | 0 |                    |                    |                       |                       |   |             |             |             |  |
|  | 14               | Edmonton Oilers       | 3                |  |  | St. Louis Blues       | St. Louis Blues       | 2                     |                       |   |                    |                    |                       |                       |   |             |             |             |  |
|  | 4                | Los Angeles Kings     | 1                |  |  | New York Rangers      | New York Rangers      | 4                     |                       |   |                    |                    |                       |                       |   |             |             |             |  |
|  | 13               | New York Rangers      | 3                |  |  |                       |                       |                       |                       |   | New York Islanders | New York Islanders | 4                     |                       |   |             |             |             |  |
|  | 5                | Buffalo Sabres        | 3                |  |  |                       |                       |                       |                       |   |                    |                    | Minnesota North Stars | Minnesota North Stars | 1 |             |             |             |  |
|  | 12               | Vancouver Canucks     | 1                |  |  | Buffalo Sabres        | Buffalo Sabres        | 1                     |                       |   |                    |                    |                       |                       |   |             |             |             |  |
|  | 6                | Philadelphia Flyers   | 3                |  |  | Minnesota North Stars | Minnesota North Stars | 4                     |                       |   |                    |                    |                       |                       |   |             |             |             |  |
|  | 11               | Quebec Nordiques      | 2                |  |  |                       |                       |                       |                       |   | Calgary Flames     | Calgary Flames     | 2                     |                       |   |             |             |             |  |
|  | 7                | Calgary Flames        | 3                |  |  |                       |                       | Minnesota North Stars | Minnesota North Stars | 4 |                    |                    |                       |                       |   |             |             |             |  |
|  | 10               | Chicago Blackhawks    | 0                |  |  | Philadelphia Flyers   | Philadelphia Flyers   | 0                     |                       |   |                    |                    |                       |                       |   |             |             |             |  |
|  | 8                | Boston Bruins         | 0                |  |  | Calgary Flames        | Calgary Flames        | 4                     |                       |   |                    |                    |                       |                       |   |             |             |             |  |
|  | 9                | Minnesota North Stars | 3                |  |  |                       |                       |                       |                       |   |                    |                    |                       |                       |   |             |             |             |  |

### Stanley Cup
La finale della Stanley Cup 1981 è stata una serie al meglio delle sette gare che ha determinato il campione della National Hockey League per la stagione 1980-81. I New York Islanders hanno sconfitto i Minnesota North Stars in cinque partite e si sono aggiudicati la Stanley Cup per la seconda volta consecutiva.

## Premi NHL
- Stanley Cup: New York Islanders
- Prince of Wales Trophy: Montreal Canadiens
- Clarence S. Campbell Bowl: New York Islanders
- Art Ross Trophy: Wayne Gretzky (Edmonton Oilers)
- Bill Masterton Memorial Trophy: Blake Dunlop (St. Louis Blues)
- Calder Memorial Trophy: Peter Šťastný (Quebec Nordiques)
- Conn Smythe Trophy: Butch Goring (New York Islanders)
- Frank J. Selke Trophy: Bob Gainey (Montreal Canadiens)
- Hart Memorial Trophy: Wayne Gretzky (Edmonton Oilers)
- Jack Adams Award: Red Berenson (St. Louis Blues)
- James Norris Memorial Trophy: Randy Carlyle (Pittsburgh Penguins)
- Lady Byng Memorial Trophy: Rick Kehoe (Pittsburgh Penguins)
- Lester B. Pearson Award: Mike Liut (St. Louis Blues)
- Lester Patrick Trophy: Charles M. Schulz
- NHL Plus/Minus Award: Brian Engblom (Edmonton Oilers)
- Vezina Trophy: Denis Herron, Michel Larocque e Richard Sévigny (Montreal Canadiens)

### NHL All-Star Team
First All-Star Team
- Attaccanti: Charlie Simmer • Wayne Gretzky • Mike Bossy
- Difensori: Denis Potvin • Randy Carlyle
- Portiere: Mike Liut

Second All-Star Team
- Attaccanti: Bill Barber • Marcel Dionne • Dave Taylor
- Difensori: Larry Robinson • Ray Bourque
- Portiere: Mario Lessard